# بخش صحرای باغ
بخش صحرای باغ یکی از بخش‌های شهرستان لارستان در استان فارس ایران است. صحرای باغ جلگه‌ای بلوکی است در جنوب شهرستان لار و در مرز استان فارس و استان هرمزگان قرار گرفته‌است.
از شهر لار تا صحرای باغ از راه جادهٔ اتومبیل رو که از صحرای نیمه و کنار روستای کرمستج می‌گذرد تا اولین روستای صحرای باغ که روستای هُرمود است در حدود چهل کیلومتر راه است. اما فاصله مستقیم آن از راهی کوهستانی بیش از ۱۵ کیلومتر نیست. همچنین صحرای باغ در جنوب شهر گراش قرار دارد و تنها یک کوه میان گراش و صحرای باغ واقع است. از صحرای باغ تا گراش از راه این کوه بیش از ۱۰ کیلومتر نیست.

## تقسیمات کشوری
- بخش صحرای باغ
  - دهستان صحرای باغ
  - دهستان عمادده
- شهر: عمادشهر

## جمعیت
جمعیت بخش صحرای باغ شهرستان لارستان براساس سرشماری مرکز آمار ایران در سال ۱۳۹۰، برابر با ۱۳٬۰۲۲ نفر (۲٬۹۲۸ خانوار) بوده‌است.

## آب و هوای منطقه صحرای باغ
آب و هوای این منطقه در تابستان‌ها گرم و خشک می‌باشد که گاهی به ۴۸ درجه سانتیگراد می‌رسد
آب و هوا در زمستان سرد و خشک می‌باشد.
دما در زمستان به ۶ درجه سانتیگراد می‌رسد و بیشترین دما در زمستان ۲۵ درجه است.
میزان بارش در تابستان‌ها کم است اما در زمستان بارش‌های فراوانی دارد

## حدود جغرافیائی صحرای باغ
حدود صحرای باغ از برکه حاجی محمدعلی که با حدود روستای کرمستج است شروع می‌شود و انتهای آن به روستای دیده بان وکنگ ریشه می‌رسد که تقریباً ۶۳ کیلومتر است. این حدود از شرق تا غرب صحرای باغ است، اما حدود شمال و جنوب صحرای باغ که پهناورترین آن از بالای روستای زروان و دشتی شروع می‌شود تا پاسگاه گردنه پاسخند در حدود ۱۵ کیلومتر است.

## نام‌های قدیم صحرای باغ
صحرای باغ  را  در گذشته  دشت باغ  میگفته اند  همچنین  با نام‌های دیگری نیز شناخته می‌شده‌است. از آن جمله‌اند: اچمستان. این نام تاکنون باقی‌مانده‌است و حدود پانصد سال از تاریخ آن می‌گذرد.

## همسایگان صحرای باغ
- روستای کرمستج واقع در مشرق صحرای باغ به مسافت ۲۰ کیومتر.
- روستای فاریاب سنگویه در جنوب صحرای باغ به مسافت ۲۴ کیلومتر.
- روستای انوه به مسافت ۲۵ کیلومتر.
- روستای سته به مسافت ۳۴ کیلومتر.
- دهستان فداغ به مسافت ۱۰ کیلومتر.
- صحرای نیمه در کنار راه صحرای باغ به لار به مسافت ۲۷ کیلومتر.
- شهرخور در شمال شرقی صحرای باغ به مسافت ۳۵ کیلومتر.
- شهر لار مرکز لارستان در شمال شرقی صحرای باغ به مسافت ۴۰ کیلومتر.
- روستای باین در شمال صحرای باغ به مسافت ۴۳ کیلومتر.
- شهر گراش در شمال صحرای باغ از راه باین به مسافت ۵۵ کیلومتر.

## خراب شدن سد و به وجود آمدن چند آبادی
- قلات کنکوش در نزدیکی روستای خلور.
- روستای قریه آستاس در نزدیکی عماده ده.
- روستای گود مسجد در جنوب روستای زروان.
- روستای بزرگ پاسخند، در دامنه کوه پاسخند که در جنوب زروان و دشتی و در کنار جاده لار بندر لنگه واقع است.

آبادی‌های فوق و خیلی از آبادی‌های دیگر در صحرای باغ برپا بوده است که فقط خرابه‌های آن‌ها باقی مانده است. از روستاهای قدیمی پاسخند و طوایف ساکن آن روستاها، جز نامی باقی نمانده‌است، ولی آثار بسیاری از آن‌ها برجا مانده‌است.
از گردشگاه‌های صحرای باغ می‌توان به این‌ها اشاره کرد: چند باب آب‌انبار (برکه) دراز، آثار قلعه‌ای که در بالای کوه واقع است، و چند چاه قدیمی، و بند و نخلستان و بقعه میراحمد که مردم دشتی و زروان و جاهای دیگر در موقع باران و بهار به تفریح می‌روند.
میر احمد یکی از اجداد میرهای هُرمود و اوز و دشتی و زروان است. شیخ انصار در پاسخند سکونت داشته‌است که شیخهای انصاری دهمیان و زروان و شیخ حضور و انوه و انصاری‌های لار و جاهای دیگر از بازماندگان وی هستند.

## هجوم بیگانگان بهصحرای باغ
در دوران گذشته چندین بار اتفاق افتاده‌است که روستاهای صحرای باغ و اطراف مورد هجوم و چپاول بیگانگان قرار گرفته‌است.
چنان‌که پیر مردان و ریش سفیدان روایت می‌کنند که منطقه صحرای باغ بارها از طرف خوانین دور ونزدیک غارت شده‌است.
هربار که غارتگران به روستاها می‌تافتند مردم به کوه پناه می‌بردند. وخیلی‌ها در برابر دزدان وچپاول گران مقاومت می‌کردند و از جان ومال خود دفاع می‌نمودند و غارتگران را سرکوب می‌کردند.
همچنین در منطقه صحرای باغ چندبار قحطی رخ داده‌است، مخصوصاً در زمان دوجنگ عالم گیر جهانی که ازسال ۱۹۱۴ میلادی رخ داده‌است تا سال ۱۹۱۸ میلادی، و همچنین جنگ جهانی دوم از سال ۱۹۳۹ تا سال ۱۹۴۵ میلادی، در جنگ جهانی اول بیماری عالم‌گیری افتاد که در صحرای باغ به نام سال «دَردِی» معروف گشت، در این بیماری در روستاهای صحرای باغ و همچنین روستاهای اطراف روزانه تعداد زیادی از مردم در اثر این بیماری جان خودشان از دست می‌دادند، همچنین در سال‌های قحطی نیز افراد زیادی از صحرای باغ و روستاهای توابع به سبب قحطی وگرسنگی مردند.

## منبع
- جعفر، روئین تن زروانی، محمد امین. (صحرای باغ در گذرگاه تاریخ)  ج۱. چاپ اول، دبی: سال انتشار ۲۰۰۴ میلادی.

1. ↑  اطلس گیتاشناسی استان‌های ایران، تهران: ۱۳۸۳ خ.
2. ↑  «نتایج سرشماری سال ۱۳۹۵». مرکز آمار ایران. ۲۳ اسفند ۱۳۹۵.
3. ↑  «نتایج سرشماری ایران در سال ۱۳۹۰» (اکسل). درگاه ملی آمار. بایگانی‌شده از روی نسخه اصلی در ۲۰ شهریور ۱۴۰۲.